# 와카야나기정
와카야나기정(若柳町)은 미야기현 북부에 2005년까지 있었던 마을이다. 2005년 4월 1일에 구리하라군의 다른 정촌과 합병하여, 구리하라시의 일부가 되었다.

## 지리
미야기현 최북부에서 이와테현에 접해, 센다이 평야의 북쪽에 위치했다.일부 구릉지대가 있으나 거의 평탄하였다.마을 영역은 남북으로 가늘고 길며, 그 중앙을 남동쪽으로 향해서 사코가와가 횡단한다.마을의 중심 시가는 사코가와를 사이에 두고 남북에 있어, 북쪽은 와카야나기역, 남쪽은 동사무소로 대략 한정되었다. 마을 남단에 이즈누마가 있었다.

## 연혁
- 1889년 4월 1일 - 정촌제 시행과 함께 구리하라군 와카야나기촌이 정으로 승격해 와카야나기정이 성립하였다.
- 1954년 12월 1일 - 아리가촌, 오오카촌, 하타오카촌과 합병해 새로운 와카야나기정이 되었다.
- 2005년 4월 1일 - 이치하사마정, 우구이스자와정, 간나리정, 구리코마정, 시와히메정, 세마네정, 다카시미즈정, 쓰키다테정, 하나야마촌과 합병해 구리하라시가 되었다.

## 교통

### 철도
- 동일본 여객철도
  - 도호쿠 본선 (선로는 통하지만 역은 없다.)
  - 도호쿠 신칸센 (선로는 지나가지만 이쪽도 역은 없다.)

### 도로
- 도호쿠 자동차도
- 국도 398호선

### 도도부현도
- 미야기 현도 4호 나카타구리코마 선
- 미야기 현도 176호 와카야나기 츠키다테 선
- 미야기 현도 177호 닛타와카야나기 선
- 미야기 현도·이와테 현도 183호 와카야나기 이즈미 선
- 미야기 현도·이와테 현도 185호 아리카베 와카야나기 선
- 이와테 현도·미야기 현도 186호 유지마 구리코마 선
- 미야기 현도 268호 구리코마 고원 정거장 이즈누마 선